# Masacre de Bruška
La masacre de Bruška tuvo lugar el 21 de diciembre de 1991 en Bruška, un pequeño pueblo cerca de la ciudad croata de Benkovac cuando los paramilitares serbios ejecutaron a 10 civiles en el caserío de Marinovići. Nueve miembros de la familia Marinović y su vecino serbio fueron sacados de la casa después de jugar a las cartas y los miembros de un grupo paramilitar denominado "Knindže" les dispararon. Kapetan Dragan (Dragan Vasiljkovic) fue el comandante de este grupo paramilitar y ha sido acusado de este delito por el Ministerio de Justicia croata. Él está actualmente bajo custodia en Australia, donde un periodista australiano descubrió lo que oculta bajo el falso nombre de Dennis Snedden. Él está a la espera de su extradición a Croacia.